# Jagdgeschwader 21
La Jagdgeschwader 21  (JG 21) (21e escadron de chasseurs) est une unité de chasseurs de la Luftwaffe pendant la Seconde Guerre mondiale.
Active de 1939 à 1940, l'unité était affectée aux missions visant à assurer la supériorité aérienne de l'Allemagne dans le ciel de l'Europe.

## Opérations
La JG 21 n'est constitué que d'un seul Gruppe et opère sur des chasseurs Messerschmitt Bf 109D et E.

## Organisation

### I. Gruppe
Formé le 15 juillet 1939 à Jesau (de) avec :
- Stab I./JG 21 nouvellement créé
- 1./JG 21 nouvellement créé
- 2./JG 21 nouvellement créé
- 3./JG 21 nouvellement créé

Le 6 juillet 1940, le I./JG 21 devient le III./JG 54 avec :
- Stab I./JG 21 devient Stab III./JG 54
- 1./JG 21 devient 7./JG 54
- 2./JG 21 devient 8./JG 54
- 3./JG 21 devient 9./JG 54

Gruppenkommandeure (Commandant de groupe) :
| Début           | Fin              | Grade     | Nom           |
| --------------- | ---------------- | --------- | ------------- |
| 15 juillet 1939 | 1er février 1940 | Hauptmann | Martin Mettig |
| 3 février 1940  | 6 juillet 1940   | Hauptmann | Fritz Ultsch  |

Au cours de son existence, le I./JG 21 a été subordonné à :
| Début              | Fin                | Rattaché à           | Bases                                                                                               |
| ------------------ | ------------------ | -------------------- | --------------------------------------------------------------------------------------------------- |
| 17 juillet 1939    | 26 août 1939       | Luftgau-Kommando III | Jesau                                                                                               |
| 26 août 1939       | 1er septembre 1939 | Luftgau-Kommando I   | Gutenfeld                                                                                           |
| 1er septembre 1939 | 9 septembre 1939   | ?                    | Arys-Rostken Jesau Plantlünne Hopsten Krefeld Münster-Handorf                                       |
| 9 septembre 1939   | 6 novembre 1939    | VIII. Fliegerkorps   | Mönchen-Gladbach Vogelsang Neufchâteau                                                              |
| 6 novembre 1939    | 21 février 1940    | ?                    | Charleville Signy-le-Petit                                                                          |
| 21 février 1940    | 20 mai 1940        | VIII. Fliegerkorps   | Cambrai Monchy-Breton Guise                                                                         |
| 20 mai 1940        | 4 juin 1940        | ?                    | Gent-Saint Denis Cramont Poix Rouen Paris-Orly Châteaudun Mönchen-Gladbach Soesterberg Berg-op-Zoom |